# Aulacospermum popovii
Aulacospermum popovii är en flockblommig växtart som först beskrevs av Jevgenij Korovin, och fick sitt nu gällande namn av Kljuykov, Pimenov och Vadim Nikolaevich Tikhomirov. Aulacospermum popovii ingår i släktet Aulacospermum och familjen flockblommiga växter. Inga underarter finns listade i Catalogue of Life.